# Utashinai, Hokkaidō
Utashinai (歌志内市 Utashinai-shi) là một thành phố thuộc tỉnh Hokkaidō, Nhật Bản.